# Juegos de rol en Polonia
Los juegos de rol en Polonia han aparecido en el país desde comienzos de la década de 1990. Desde entonces han surgido diversos tipos de juegos de rol, y algunos de ellos han sido traducidos en otros países. 

## Historia
Los juegos de rol eran casi inexistentes antes de la caída del comunismo en Polonia. Sólo unas pocas personas conocían su existencia en otros países. No existían publicaciones, ni traductores, ni distribuidores. La publicación del juego de tablero "Talizman" en 1989 y de varios libro juegos comenzó a despertar el interés por otros juegos de temática similar, y comenzaron a aparecer las primeras traducciones no oficiales al polaco de juegos de rol occidentales.
El principal cambio se produjo en 1993 con la publicación de Magia i Miecz (Magia y espada) la primera revista polaca sobre juegos de rol. Pronto en el mercado polaco comenzaron a aparecer traducciones y juegos de rol de elaboración nacional, así como varias revistas especializadas (Złoty Smok, Talizman, Portal). Actualmente los juegos de rol son un elemento lúdico añadido a la realidad de Polonia, y algunos de los juegos locales han sido exportados a otros países.

## Juegos polacos
Entre los primeros juegos de rol polacos se encontraba Kryształy Czasu (Los cristales del tiempo), que fue publicado en varias entregas de la revista Magia i Miecz. Este juego es recordado actualmente por sus reglas sencillas (basadas en un sistema de percentiles) y su original mundo de fantasía (en el que los orcos eran la raza más civilizada). A pesar de su simplicidad tuvo gran importancia al abrir la puerta para la publicación de otros juegos de rol locales como Neuroshima (un juego de ciencia ficción ambientado en un escenario postapocalíptico en los Estados Unidos), Monastyr (un juego de fantasía oscura que explora temas como la religión y los conflictos raciales) y Dzikie Pola (un juego histórico ambientado en el siglo XVII en el antiguo reino de Polonia-Lituania). De Profundis, creado por Michal Oracz es un juego de rol muy innovador derivado de la literatura de terror de H.P. Lovecraft que anima a los jugadores a difuminar literariamente las líneas entre la realidad cotidiana y los mundos de pesadilla de Lovecraft, bien mediante diarios o el intercambio de mensajes en grupo. Otro juego de rol de fantasía es The Witcher, basado en la saga de Geralt de Rivia del autor Andrzej Sapkowski. Posteriormente se publicó Crystalicum, que combina fantasía con ciencia ficción. 
Los juegos de rol polacos utilizan sistemas de juego propios, u otros sistemas más extendidos: Neuroshima y Monastyr utilizan sistema de D20, Dzikie Pola utiliza un sistema inspirado en el americano The riddle of steel y De Profundis carece de mecánica de juego, siendo esencialmente literario.

## Juegos traducidos
Uno de los juegos de rol más populares traducidos en Polonia es Warhammer Fantasy, que desde su publicación en Polonia en 1994 ha disfrutado de muchos seguidores. Fue el primer juego de rol traducido oficialmente al polaco. La segunda edición de Dungeons & Dragons fue traducida poco después. Otros juegos populares que han sido publicado en Polonia traducidos han sido el juego de rol de La llamada de Cthulhu, varias de las líneas de juego del Mundo de Tinieblas de White Wolf y otros como Cyberpunk 2020, Deadlands, Earthdawn y Shadowrun.

## Jugadores
Existe un número importante de jugadores de rol en Polonia. Entre las principales convenciones de ciencia ficción y juegos de rol destacan Polcon, Falkon y Pyrkon. Aunque la revista Magia y Miecz ha dejado de publicarse, siguen publicándose otras revistas especializadas en formato impreso y digital, y también existen varios foros y listas de correo en internet.